# Rodolicoïta
La rodolicoïta és un mineral de la classe dels fosfats. Va ser descoberta l'any 1995 a la mina de Castelnuovo, Itàlia; i rep el seu nom del mineralogista i professor italià Francesco Rodolico.

## Característiques
La rodolicoïta és un fosfat de fórmula química Fe3+PO₄. Cristal·litza en el sistema trigonal.

## Formació i jaciments
La rodolicoïta es forma juntament amb la grattarolaïta en les darreres fases durant l'alteració tèrmica progressiva de minerals fosfats hidratats, segons la seqüència:
vivianita; FeVI → metavivianita; FeVI → fase amorfa → grattarolaïta; FeV + rodolicoïta; FeIV → rodolicoïta; FeIV → fase fosa
El jaciment des d'on es va extreure rodolicoïta per primera vegada és l'antiga mina de lignit Castelnuovo, a Santa Barbara, a la vall del riu Arno, a 30 km al sud-oest de Florència.